# Boatsters
Boatsters is een internetonderneming uit Amsterdam dat bemiddelt tussen booteigenaren en boothuurders. Het bedrijf is actief in 63 verschillende landen en heeft meer dan 10.000 boten ter beschikking. Boatsters is operationeel in de deeleconomie, waarbij booteigenaren geld kunnen verdienen door hun boten te verhuren aan andere liefhebbers. Boatsters rekent 15% commissie per succesvolle verhuurtransactie. Om een boot te varen moet de huurder en de boot voldoen aan de eisen van een vaarbewijs.
Het bedrijf heeft daarnaast nog een nieuw label opgezet genaamd Boatsters Black. Hier worden uitsluitend luxe jachten langer dan 20 meter verhuurd. Met unieke schepen in het portfolio zoals the Sherakhan en the Legend. Bij het verhuren van deze luxe jachten wordt ook een conciërgeservice aangeboden om klanten de complete beleving te geven.

## Geschiedenis
Het bedrijf werd in 2015 opgericht door Nick Gelevert met het idee om het varen van boten toegankelijker te maken voor iedereen. Boten liggen gemiddeld 93% van de tijd stil, waardoor het voor booteigenaren interessant is om kosten van eigenaarschap te dekken door te verhuren aan andere liefhebbers.
In september werd het voor het eerst mogelijk voor booteigenaren om een boot op het online platform toe te voegen in Nederland. Dit verspreidde heel snel naar andere landen met bestemmingen zoals: Ibiza, Mallorca en Sardinië.
Een jaar later is Boatsters een partnerschap met Microsoft aangegaan, waarbij het grote Amerikaanse technologiebedrijf Boatsters ondersteunt met wereldwijde servers en internationale marketingkanalen. In 2016 is Delta Lloyd begonnen met het verstrekken van verzekeringen voor 'bootdelen'. Het voornaamste probleem voor booteigenaren is de eventuele schade die tijdens het verhuren kan worden aangebracht aan de boot. Dit kwam als resultaat naar voren uit een onderzoek van de ANWB.
Na de groei van 2016 heeft Boatsters het aanbod boten wereldwijd zien toenemen naar 10.000 boten. In 2017 is het nieuwe label Boatsters Black opgericht om ook het luxe segment van de jachtverhuur meer onder de aandacht brengen.

### Amsterdam
In de binnenwateren van Amsterdam mogen alleen boten verhuurd worden met een exploitatievergunning uitgegeven door Waternet. Mensen willen echter, net als bij Airbnb, hun bezittingen delen. Waternet verbiedt dit voor boten, vanwege de mogelijke drukte die gepaard gaat met extra boten in de grachten van Amsterdam. De bedrijven die hierbij benadeeld worden, onderzoeken hun juridische positie om het delen van boten alsnog mogelijk te maken in Amsterdam.

## Yacht office
In de zomer van 2017 besloot het team van Boatsters hun kantoor te verhuizen naar een superjacht. Hiermee werden ze het eerste bedrijf die hun vaste kantoor op een jacht openden. Het jacht was een Pershing 88 en lag op het eiland Mallorca waarmee ze meerdere plekken op de Balearen en de Middellandse Zee konden bezoeken.  